# Alexander Fjodorowitsch Feoktistow

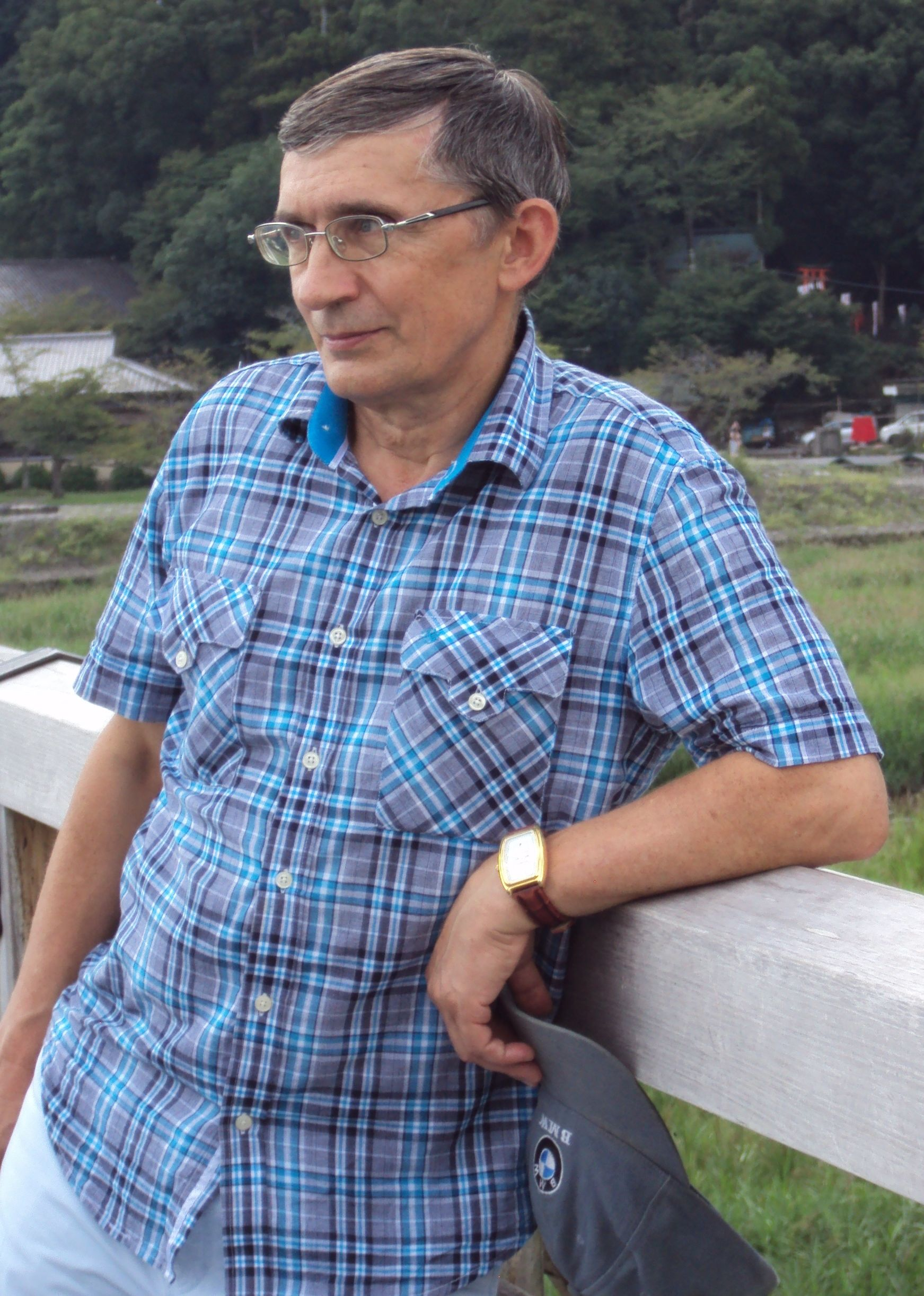
Alexander Feoktistow (2012)

Alexander Fjodorowitsch Feoktistow (russisch Александр Фёдорович Феоктистов; * 28. Februar 1948 in Kaschira) ist ein russischer Schachkomponist und Ingenieur. Er arbeitet als Programmierer bei der Eisenbahn.

## Schachkomposition
Seit 1966 veröffentlichte Feoktistow über 300 Schachaufgaben aller Genres. Er war mehrfach Meister der UdSSR und Russlands in verschiedenen Abteilungen. Mehrmals war er in der Mannschaft der UdSSR bzw. Russlands Weltmeister in der Schachkomposition.
1994 wurde Feoktistow zum Internationalen Schiedsrichter für Schachkomposition ernannt. 2007 wurde er Großmeister für Schachkomposition. Feoktistow schätzt die Schönheit geometrischer Motive höher als strategische Manöver.
|   | a | b | c | d | e | f | g | h |   |
| 8 |   |   |   |   |   |   |   |   | 8 |
| 7 |   |   |   |   |   |   |   |   | 7 |
| 6 |   |   |   |   |   |   |   |   | 6 |
| 5 |   |   |   |   |   |   |   |   | 5 |
| 4 |   |   |   |   |   |   |   |   | 4 |
| 3 |   |   |   |   |   |   |   |   | 3 |
| 2 |   |   |   |   |   |   |   |   | 2 |
| 1 |   |   |   |   |   |   |   |   | 1 |
|   | a | b | c | d | e | f | g | h |   |

Lösung:

1. Da6–a1! droht 2. Da1–h8 matt Tf3xf5 Auf Tf3–h3 folgt 2. Lf5xh3 0-0-0 3. Da1xa7 mit baldigem Matt.

2. Da1–h8+ Tf5–f8

3. Se4–f6+ e7xf6

4. Dh8–h1! Neben 5. Dh1xa8 matt droht auch 5. Dh1–c6+ Ke8–d8 6. Dc6–d7 matt 0-0-0

5. Dh1–a8+ Die Dame besucht alle vier Ecken. La7–b8

6. Da8–a6 Rückkehr mit Mustermatt

## Funktionär
Von 1976 bis 1984 war Feoktistow Vorsitzender der Kommission für Schachkomposition der RSFSR. Er war als Mannschaftskapitän bei Weltmeisterschaften in der Schachkomposition eingesetzt.

## Werke
- Alexander Fjodorowitsch Feoktistow: Eti magitscheskije figury. 2000 (russisch)